# Бібліотека Вінницького національного медичного університету ім. М. І. Пирогова
Бібліотека Вінницького національного медичного університету ім. М. І. Пирогова (Бібліотека ВНМУ ім. М. І. Пирогова) —  навчальний, науковий, культурний та інтелектуальний центр університету, науково-методичний центр для бібліотек ЗВО м. Вінниці. Загальний фонд бібліотеки налічує понад 570 тис. примірників.

## Історія
Історія бібліотеки Вінницького національного медичного університету ім. М.І. Пирогова є складовою частиною літопису ЗВО починаючи з 1921 р.
Протягом 1921–1930 рр. фонд Вінницького фармацевтичного інституту (нині ВНМУ ім. М. І. Пирогова) був сформований на основі фондів Одеського, Київського та Харківського медичних інститутів. Інформація про фонд та працівників бібліотеки цих років не збереглася, так як під час Другої Світової війни навчальна база інституту, в т.ч. і приміщення бібліотеки були зруйновані, а понад 7 тис. найбільш цінних книг та підручників вивезено до Німеччини.
У квітні 1944 р. було відновлено навчання в інституті. Щоб мати можливість задовольнити навчальні потреби студентів, бібліотекарі були змушені розшивати підручники по розділах і сторінках. 
1976 р. – бібліотеку визначено регіональним методичним центром для бібліотек вищих навчальних закладів Вінницької, Житомирської і Хмельницької областей. 
З 1978 р. у зв’язку зі збільшенням кількості навчальних закладів у Вінниці, Наказом Мінвузу СРСР бібліотека визначена обласним методичним центром бібліотек ЗВО міста. 
1981 р. – відкрито філіал бібліотеки у новоствореному Факультеті підвищення кваліфікації лікарів в Хмельницькому та філію на підготовчому факультеті іноземних громадян. 
У 1990-х рр. розпочалася комп’ютеризація бібліотечних процесів. 1991 р. – розпочато будівництво нового приміщення для бібліотеки. 1994 р. – створено електронний каталог. 
2004 р. – започаткована Міжрегіональна корпоративна система медичних бібліотек, до якої ввійшли бібліотеки ВНМУ ім. М. І. Пирогова, Вінницька, Житомирська, Рівненська обласні медичні бібліотеки та бібліотека ОНМУ. Функцію координаційного центру взяла на себе бібліотека ВНМУ ім. М. І. Пирогова. 
2007 р. – створено web-сайт бібліотеки. 
2010 р. – в штат бібліотеки введено посаду бібліографа-краєзнавця. Розпочалася активна робота з пошуку, опрацювання, систематизації та популяризації інформації про вчених університету, їх наукову спадщину, вклад у розвиток вітчизняної та світової медицини й фармації, а також історію ЗВО від його становлення до сьогодення. 
2014 р. – завершено перехід на автоматизацію бібліотечних процесів та покращено матеріально-технічну базу. 
З 2018 р. – бібліотека продовжує роботу в новому приміщенні. 

## Очільники
У зв’язку із втратою документації навчального закладу під час німецької окупації в роки Другої Світової війни, відомості про перших фундаторів бібліотеки не збереглися. 
- 1938–1941, 1945–1965 – Сліпак Ісаак Лазаревич[1].
- 1965–1969 – Веретинський Василь Петрович.
- 1969 – 2003 – Маєвська Ліна Василівна[2].
- 2003 – 2014 – Шпукал Леся Іванівна[3].
- 2015 – Кравчук Неліна Миколаївна.

## Структура
- Науково-методичний відділ
- Інформаційно-бібліографічний відділ
- Сектор наукової бібліографії
- Відділ комплектування документів
- Відділ культурно-просвітницької роботи
- Відділ наукової обробки документів та організації каталогів
- Відділ обслуговування літературою іноземними мовами
- Відділ обслуговування навчальною літературою
- Відділ обслуговування науковою літературою із секторами
- Сектор абонементу
- Сектор рідкісних книг та рукописів
- Сектор краєзнавчих видань
- Сектор читального залу
- Сектор зберігання фондів

## Видавнича діяльність
- Серія методичних видань «На допомогу бібліотечному фахівцю» [Архівовано 29 березня 2019 у Wayback Machine.]
- Серія інформаційних листів «Нові форми роботи в бібліотеках ЗВО» [Архівовано 29 березня 2019 у Wayback Machine.]
- Сучасні орієнтири університетських бібліотек : досвід роботи методичного об’єднання бібліотек ЗВО м. Вінниці : дайджест [Архівовано 30 березня 2019 у Wayback Machine.]
- Аналіз діяльності бібліотек ЗВО м. Вінниці [Архівовано 30 березня 2019 у Wayback Machine.]
- Серія біобібліографічних покажчиків «Вчені нашого університету» [Архівовано 23 березня 2019 у Wayback Machine.]
- Тематичні бібліографічні покажчики [Архівовано 23 березня 2019 у Wayback Machine.]
- Рекомендаційні списки літератури «На допомогу освітнім програмам».
- Календар знаменних і пам’ятних дат «Вінниччина медична» [Архівовано 30 березня 2019 у Wayback Machine.]
- Календар знаменних і пам’ятних дат «ВНМУ ім. М. І. Пирогова: ювілеї, події, дати» [Архівовано 30 березня 2019 у Wayback Machine.]

## Культурно-просвітницька діяльність
- Творча студія «Літературна вежа»[4].
- Клуб любителів художньої літератури[5].
- Гурток польської мови[6].
- Інтелектуальний клуб знавців «Що? Де? Коли?»[7].